# Pelatantheria scolopendrifolia
Pelatantheria scolopendrifolia är en orkidéart som först beskrevs av Tomitaro Makino, och fick sitt nu gällande namn av Leonid Vladimirovitj Averjanov. Pelatantheria scolopendrifolia ingår i släktet Pelatantheria och familjen orkidéer. Inga underarter finns listade i Catalogue of Life.